# Animals (Kassa-Overall-Album)
Animals ist ein Musikalbum von Kassa Overall. Die um 2022 entstandenen Aufnahmen erschienen am 26. Mai 2023 auf Warp Records.

## Hintergrund
ANIMALS ist Overalls drittes Album nach Go Get Ice Cream and Listen to Jazz (2019) und I Think I'm Good (2020), Produktionen, die Beats, Raps und Jazz-Instrumentierung auf verblüffende Weise miteinander verbanden, während er hart über große Pharmakonzerne und das US-Gefängnissystem spricht, schrieb Neil Spencer. Kassa Overall nahm das Album mit verschiedenen Gastmusikern und Rappern wie Anthony Ware, Danny Brown, Bendji Allonce, Ian Fink, Mike King, Tomoki Sanders, Nick Hakim, Theo Croker, Andrae Murchison, Francis and The Lights von Francis Farewell Starlite, Laura Mvula, J. Hoard, Lil B, Shabazz Palaces und Vijay Iyer auf.
ANIMALS ist voller Unbehagen über die Objektivierung, die mit dem Erfolg in der Musikindustrie einhergeht, notierte Steve Erickson. „Ready to Ball“ thematisiere zum einen die Verlockungen des Materialismus, da Overalls formbare Stimme schneller und langsamer wird und so eine alternative Person suggeriert: „If he got more than me, I might have to make him bleed“ (deutsch „Wenn er mehr bekommt als ich, muss ich ihn vielleicht bluten lassen“). Die Songstrukturen auf Animals sind oft durch abrupte Wechsel geprägt: „Still Ain’t Find Me“ mischt lateinamerikanische Rhythmen und Free Jazz, während Saxophone über Congas kreischen, während das ansonsten eher gedämpfte „The Lava Is Calm“ von einem lauten Gitarrensolo unterbrochen wird, bevor es zu einer entspannteren Stimmung zurückkehrt; diese Songs verändern ständig ihre Form.

## Titelliste
- Kassa Overall: Animals (Warp Records)[3]

1. Kassa Overall featuring Anthony Ware – Anxious Anthony 0:09
2. Ready to Ball 3:27
3. Kassa Overall featuring Danny Brown and Wiki – Clock Ticking 3:36
4. Kassa Overall featuring Tomoki Sanders, Bendji Allonce, Mike King and Ian Finkelstein – Still Ain’t Find Me 1:46
5. Kassa Overall featuring Nick Hakim & Theo Croker – Make My Way Back Home 3:56
6. Kassa Overall featuring Theo Croker – The Lava Is Calm 3:06
7. Kassa Overall featuring Andrae Murchison – No It Ain’t 1:28
8. Kassa Overall featuring Laura Mvula and Francis and the Lights – So Happy 4:08
9. It’s Animals 0:33
10. Kassa Overall featuring J. Hoard – Maybe We Can Stay 3:58
11. Kassa Overall featuring Vijay Iyer – The Score Was Made 3:07
12. Kassa Overall featuring Lil B, Shabazz Palaces & Francis and the Lights – Going Up 6:13

Die Kompositionen stammen von Kassa Overall.

## Rezeption
Thom Jurek verlieh dem Album in Allmusic vier Sterne und schrieb, im Gesamteindruck sei dieses Album sehr intim und persönlich, ebenso in der Form einer Beichte wie auch kulturanalytisch und emotional resonant. Angesichts der Tatsache, dass seine Texte „individuelle Kämpfe als Mikrokosmen eines kollektiven Kampfes“ darstellen, hätte er seine eigene Methode finden müssen, die Musik[stile], die er liebt, zu kombinieren, um seinen inneren Prozess in Klang darzustellen. Zu diesem Zweck dienten Overalls Konstruktionen dazu, Live-Instrumente und Improvisationen zu ergänzen und hervorzuheben. Letztlich sei ANIMLS ein fesselnder Dialog zwischen dem Schöpfer und seiner Psyche, seinen Musikern und Zuhörern.
Overall mische durchgehend akustische Instrumente mit elektronischer Verarbeitung und schaffe so eine Mischung, die sich einer einfachen Kategorisierung entziehe, schrieb Steve Erickson im Slant Magazine. Obwohl Versuche, Jazz und Hip-Hop zu verschmelzen, bis in die 1980er
-Jahre zurückreichen, sei Overalls Version einzigartig persönlich und leidenschaftlich. Er würde neue musikalische Formen für die Kämpfe finden, die seine Texte beschreiben. Anstatt Samples auszuschneiden und einzufügen, verwebe er sie gekonnt mit improvisatorischer Live-Instrumentierung. Mit Animals würden Analoges und Elektronisches sowie Vergangenheit und Gegenwart in einen spannenden Dialog gebracht.

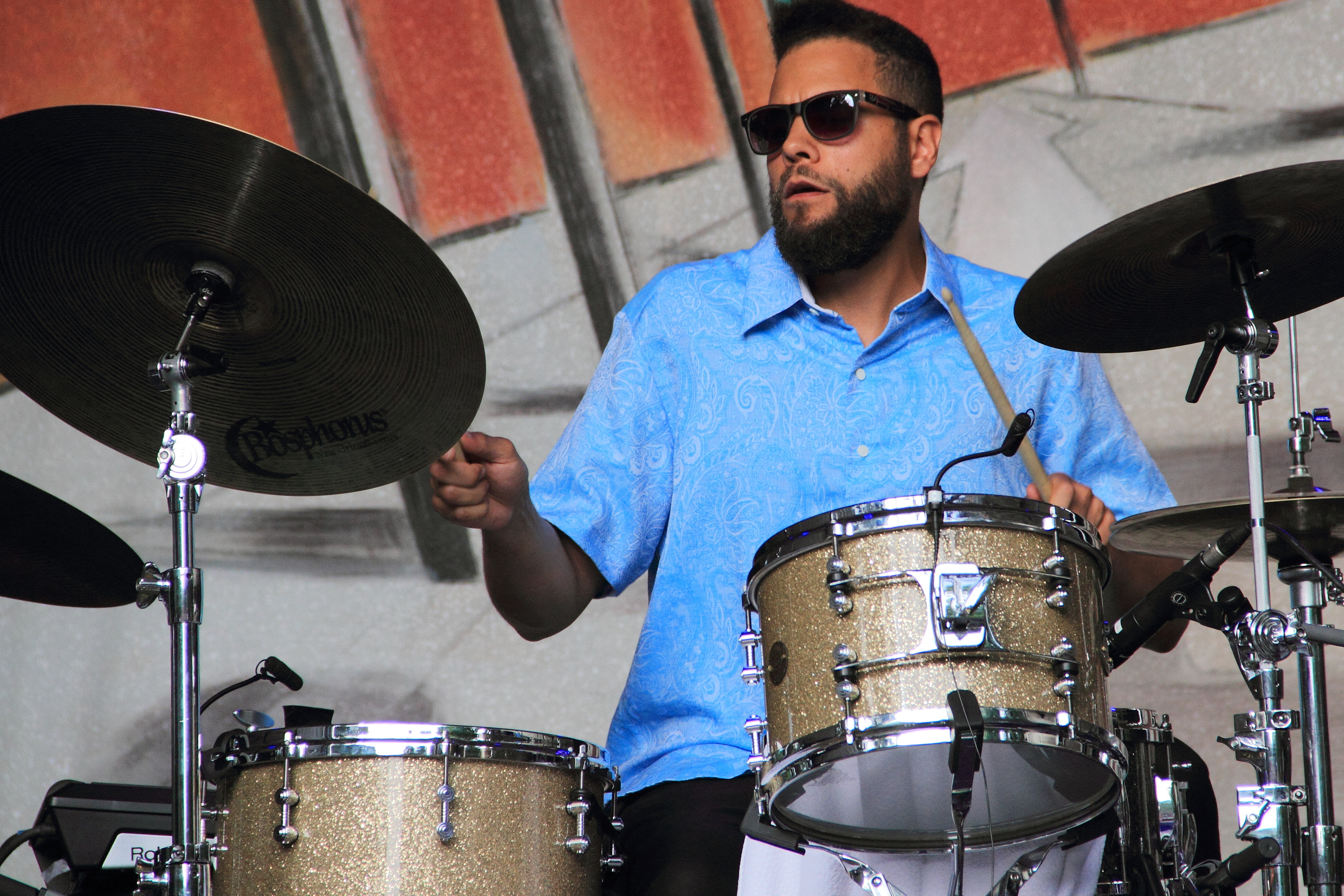
Kassa Overall (2014)

Musikalisch würde Kassa Overall sowohl die Jazz- als auch die Hip-Hop-Tradition verkörpern, meinte auch Neil Spencer im Guardian. Seinen ersten beiden Alben folgend, würde „Animals“ nahtlos anschließen, mit einer Reihe von Gastmusikern und Rappern, wobei die Rhythmen zwischen Schlagzeug und Electronica pendeln. Die Instrumentalstücke seien zwar kurz – das gefühlvolle „No It Ain’t“ mit dem Posaunisten Andrae Murchison und „Still Ain’t Find Me“ mit Tomoki Sanders’ freiem Tenorsaxophonspiel dauern (frustrierenderweise) weniger als zwei Minuten. Es gebe hier eine Polarität zwischen Wildheit und Ruhe, die durch „The Lava Is Calm“ („Hanging on by a Thread / I Could never be dead“) mit seinen explosiven Trommeln und der ohnmächtigen Trompete Theo Crokers verkörpert werde. Das Finale, „Going Up“, bringe Auflösung, eine schwebende Melodie mit einem besinnlichen Rap, ein passender Abschluss für ein Album voller echter Kunst.
Niemand verbinde Jazz und HipHop so experimentierfreudig wie Kassa Overall, schrieb André Boße (Musikexpress). Die Frage, ob ANIMALS eine HipHop-Platte mit Jazz-Einflüssen oder umgekehrt ist, lasse sich kaum beantworten. Overall würde die Stile verdrehen und dabei eine eigene Sprache finden, in der sich Jazz und HipHop ineinander verhaken. „Still Ain’t Find Me“ sei ein kurzer, aber zentraler Track auf ANIMALS, der gerade mal 1:47 Minuten läuft, aber es sei großartig, was in dieser kurzen Zeit passiere. Overall – Drummer, Produzent, Rapper – lasse zu digitalem Lärm seine Jazzband aufspielen, immer wieder pausiere das Stück, „als müsse es bei dieser Verfolgungsjagd kurz Atem holen“.
ANIMALS sei eine glitzernde Platte voller Jazz-Drama und samtenem Underground-Rap, die auch mit Beiträgen von Top-Namen aus beiden Bereichen übersät sei, lobte Cal Cashin (Loud and Quiet). Der großartigste Song der Platte komme, als Kassa bei „Ready to Ball“ das Mikrofon für sich behalte und einen Jazz-Rap voller Kraft und Elan darbiete. Die Kombination aus hochgedrehten Adlibs im Quasimodo-Stil und spiralförmigem Klavier sei ein perfekter Cocktail, den man das ganze Jahr über probieren werde. Kassa befinde sich zwar in einer Zwickmühle, indem er versuche, gleichzeitig finanziell und geistig für sich selbst zu sorgen, aber auf diesem Weg würden sich diese Ängste auf kathartische Weise in etwas weitaus Mächtigeres verwandeln.